# Grand Prix automobile du Japon 2012
GP précédent GP suivant
Le Grand Prix automobile du Japon 2012 (2012 Formula 1 Japanese Grand Prix), disputé le 7 octobre 2012 sur le circuit de Suzuka, est la 873e épreuve du championnat du monde de Formule 1 courue depuis 1950. Il s'agit de la vingt-huitième édition du Grand Prix du Japon comptant pour le championnat du monde de Formule 1, la vingt-quatrième disputée à Suzuka, et de la quinzième manche du championnat 2012.
Auteur de sa quatrième pole position consécutive à Suzuka, Sebastian Vettel prend un bon envol et conserve son avantage, au contraire du leader du championnat du monde Fernando Alonso qui abandonne dès le premier virage. Vettel gère son avance tout au long de la course et ne cède jamais sa première place ; à une boucle de l'arrivée, il réalise de plus le meilleur temps au tour, ce qui lui permet d'obtenir le deuxième Grand Chelem (pole position, victoire, meilleur tour, tous les tours en tête) de sa carrière après le Grand Prix d'Inde 2011. À l'arrivée, l'Allemand devance Felipe Massa, qui monte sur le podium pour la première fois depuis deux ans, et Kamui Kobayashi, qui y monte pour la première fois en Formule 1. Grâce à sa victoire conjuguée à l'abandon Alonso, Vettel revient à 4 points du leader au classement des pilotes (194 points contre 190) : à ce stade de la saison, il est vraisemblable que le titre se joue entre les deux hommes. À l'issue de la course, dix-huit des vingt-cinq pilotes en lice au championnat ont marqué au moins un point.
Chez les constructeurs, Red Bull Racing (324 points) creuse l'écart sur ses poursuivants, McLaren (283 points) pointant à 41 longueurs, devant Ferrari (263 points) et Lotus (239 points). À la fin du Grand Prix, neuf des douze écuries engagées au championnat ont marqué des points, Caterham, Marussia et HRT n'en ayant pas encore inscrit.

## Essais libres

### Première séance, vendredi de 10 h à 11 h 30

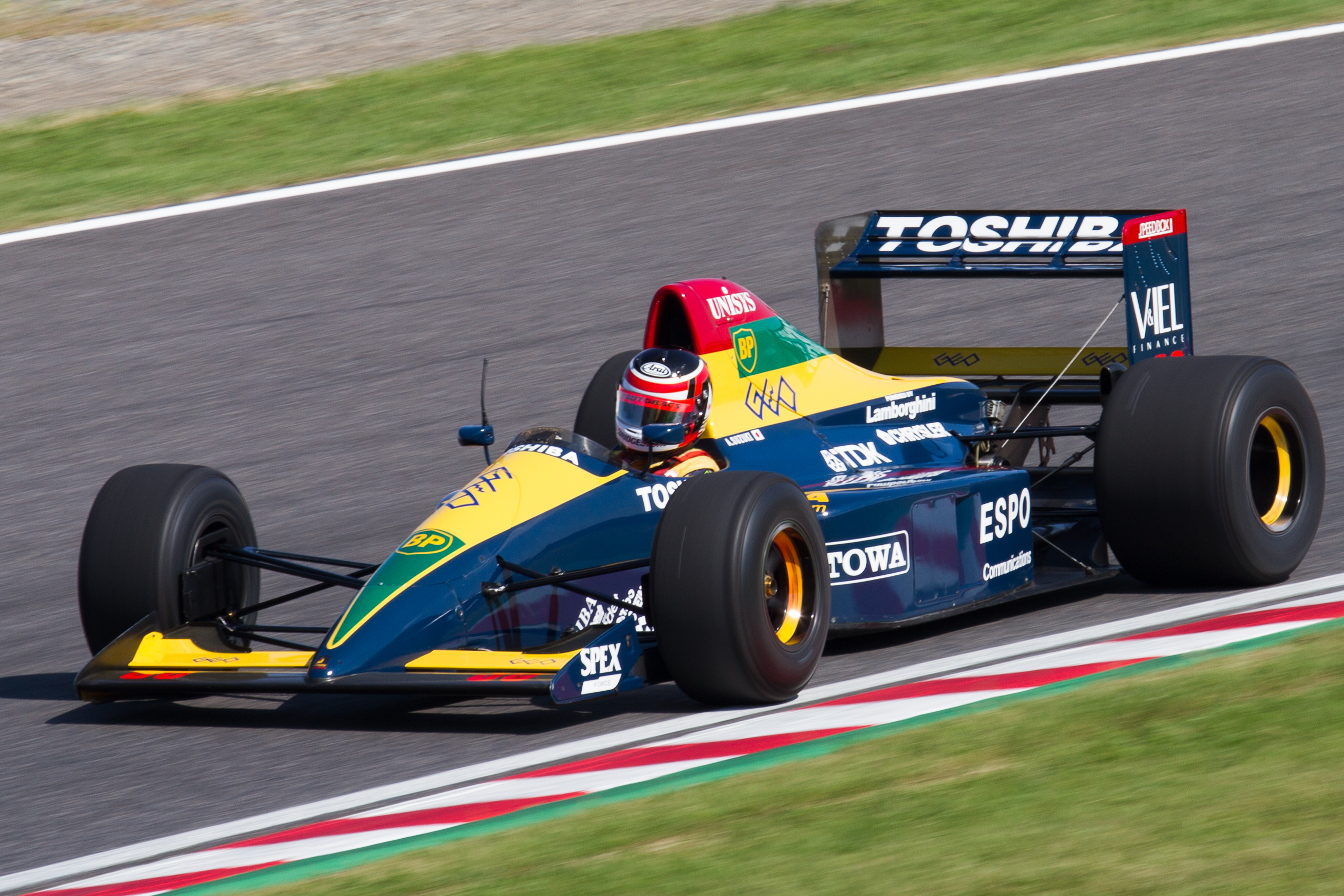
Aguri Suzuki en démonstration sur la Larrousse Lola LC90 en ouverture du Grand Prix.

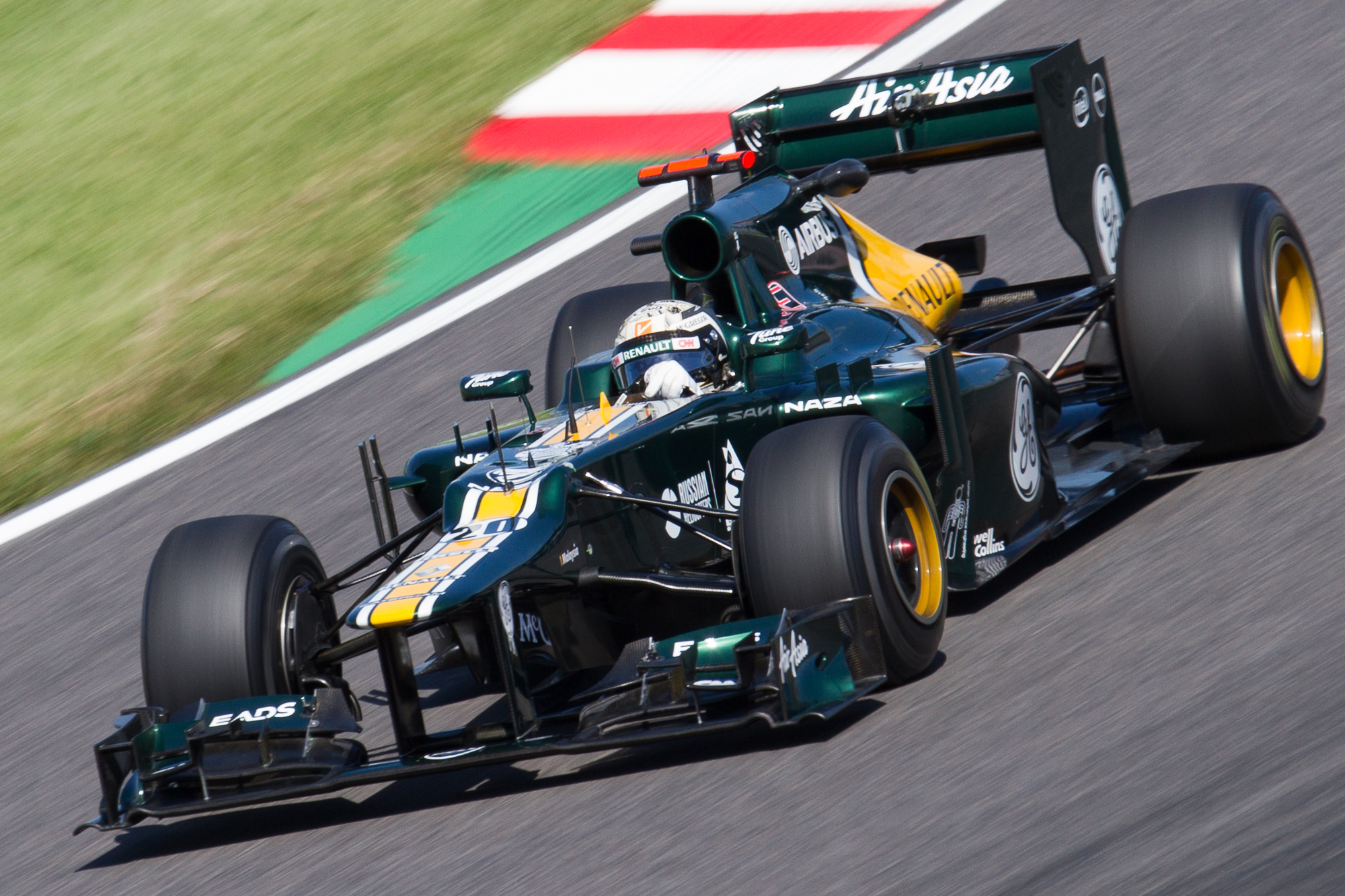
Giedo Van der Garde lors de la première session d'essais libres.

| Pos. | Pilote             | Voiture          | Chrono         | Écart     |
| ---- | ------------------ | ---------------- | -------------- | --------- |
| 1    | Jenson Button      | McLaren-Mercedes | 1 min 34 s 507 |           |
| 2    | Lewis Hamilton     | McLaren-Mercedes | 1 min 34 s 740 | + 0 s 233 |
| 3    | Mark Webber        | Red Bull-Renault | 1 min 34 s 856 | + 0 s 349 |
| 4    | Nico Rosberg       | Mercedes         | 1 min 35 s 059 | + 0 s 552 |
| 5    | Michael Schumacher | Mercedes         | 1 min 35 s 122 | + 0 s 615 |
| 6    | Kamui Kobayashi    | Sauber-Ferrari   | 1 min 35 s 199 | + 0 s 692 |

La température de l'air est de 25 °C, la piste est à 35 °C et le soleil brille au départ de la première séance d'essais libres du Grand Prix du Japon. Il faut attendre plus de vingt minutes après le début de la séance pour que Lewis Hamilton ne fixe le premier tour chronométré en 1 min 37 s 435, temps immédiatement amélioré en 1 min 37 s 008 puis 1 min 34 s 910. Les pilotes Ferrari se contentent pour le moment de tester l'aérodynamique de leur monoplace, à grand renfort de flo-vis, une peinture fluorescente qui permet de visualiser le flux d'air sur la monoplace,,,. 
La séance est particulièrement calme et Mark Webber prend ensuite la tête du classement en 1 min 34 s 856 mais Jenson Button, en 1 min 34 s 507, établit le meilleur temps de la matinée. Nico Rosberg est victime d'un problème et doit abandonner sa monoplace en piste à quelques minutes de la fin,,,. 
- Giedo Van der Garde, pilote essayeur chez Caterham F1 Team, a remplacé Heikki Kovalainen lors de cette séance d'essais.
- Valtteri Bottas, pilote essayeur chez Williams F1 Team, a remplacé Bruno Senna lors de cette séance d'essais.

### Deuxième séance, vendredi de 14 h à 15 h 30
| Pos. | Pilote           | Voiture              | Chrono         | Écart     |
| ---- | ---------------- | -------------------- | -------------- | --------- |
| 1    | Mark Webber      | Red Bull-Renault     | 1 min 32 s 493 |           |
| 2    | Lewis Hamilton   | McLaren-Mercedes     | 1 min 32 s 707 | + 0 s 214 |
| 3    | Sebastian Vettel | Red Bull-Renault     | 1 min 32 s 836 | + 0 s 343 |
| 4    | Nico Hülkenberg  | Force India-Mercedes | 1 min 32 s 987 | + 0 s 494 |
| 5    | Fernando Alonso  | Ferrari              | 1 min 33 s 093 | + 0 s 600 |
| 6    | Romain Grosjean  | Lotus-Renault        | 1 min 33 s 107 | + 0 s 614 |

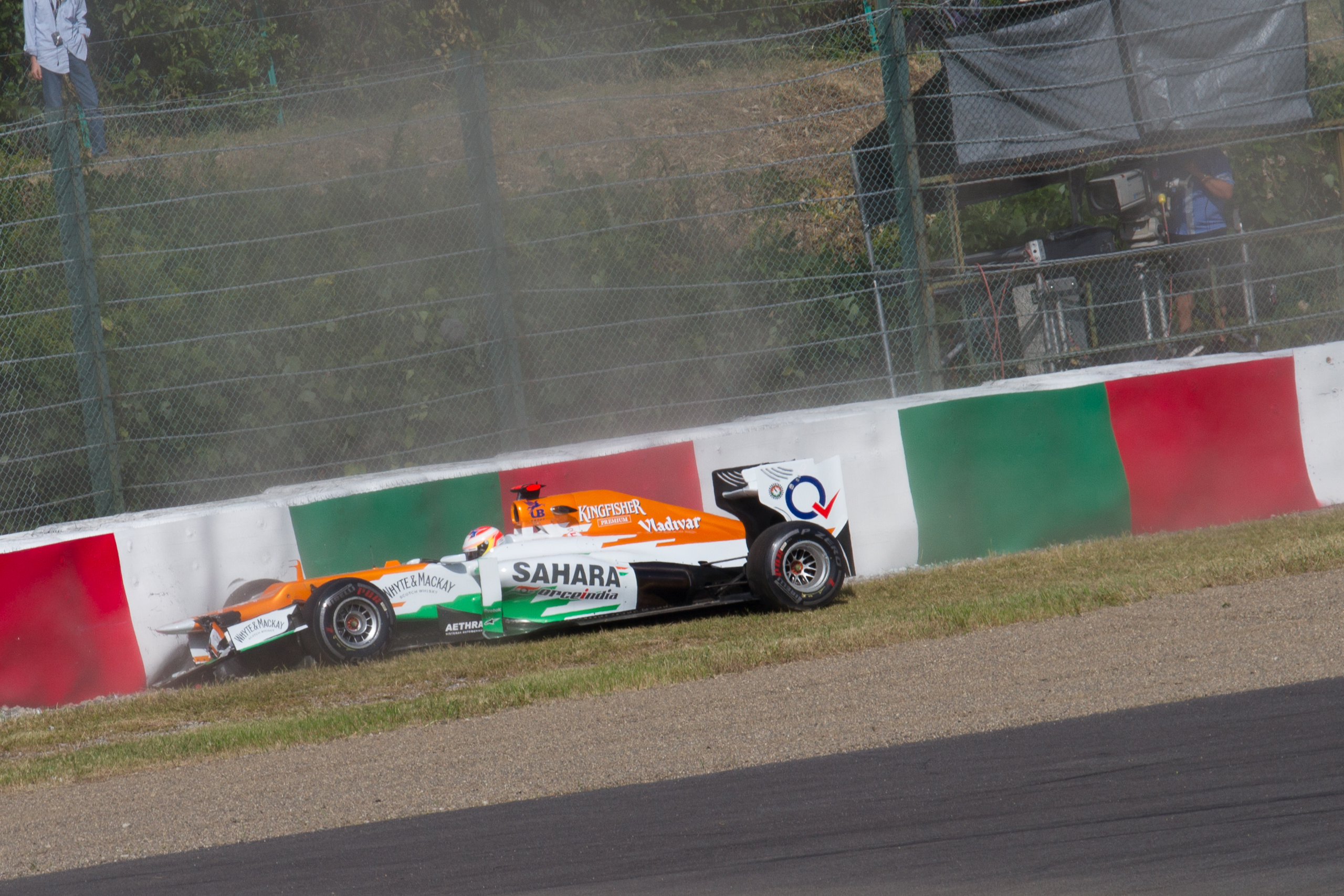
L'accident de Paul di Resta lors de la deuxième séance d'essais libres.

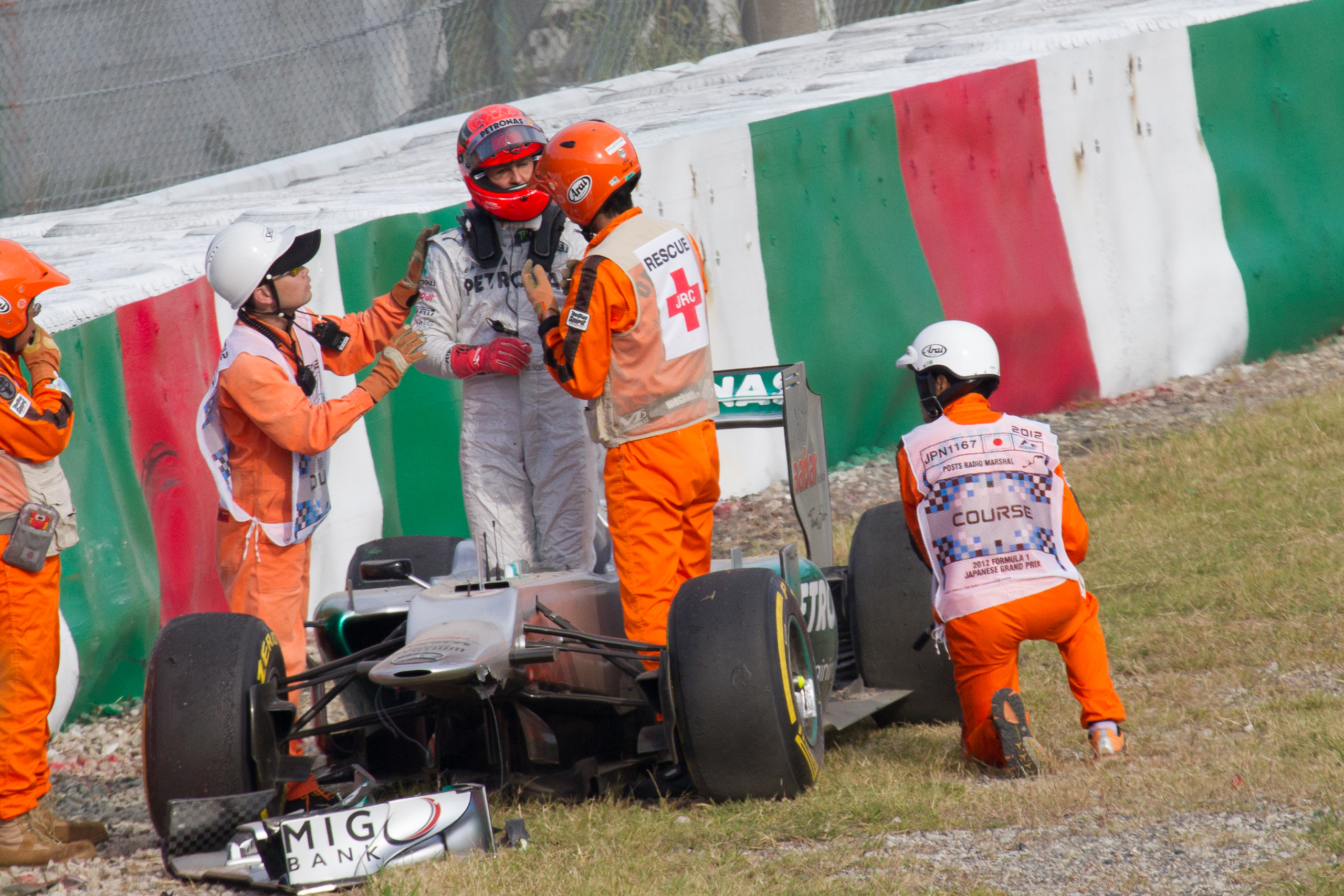
L'accident de Michael Schumacher lors de la deuxième séance d'essais libres.

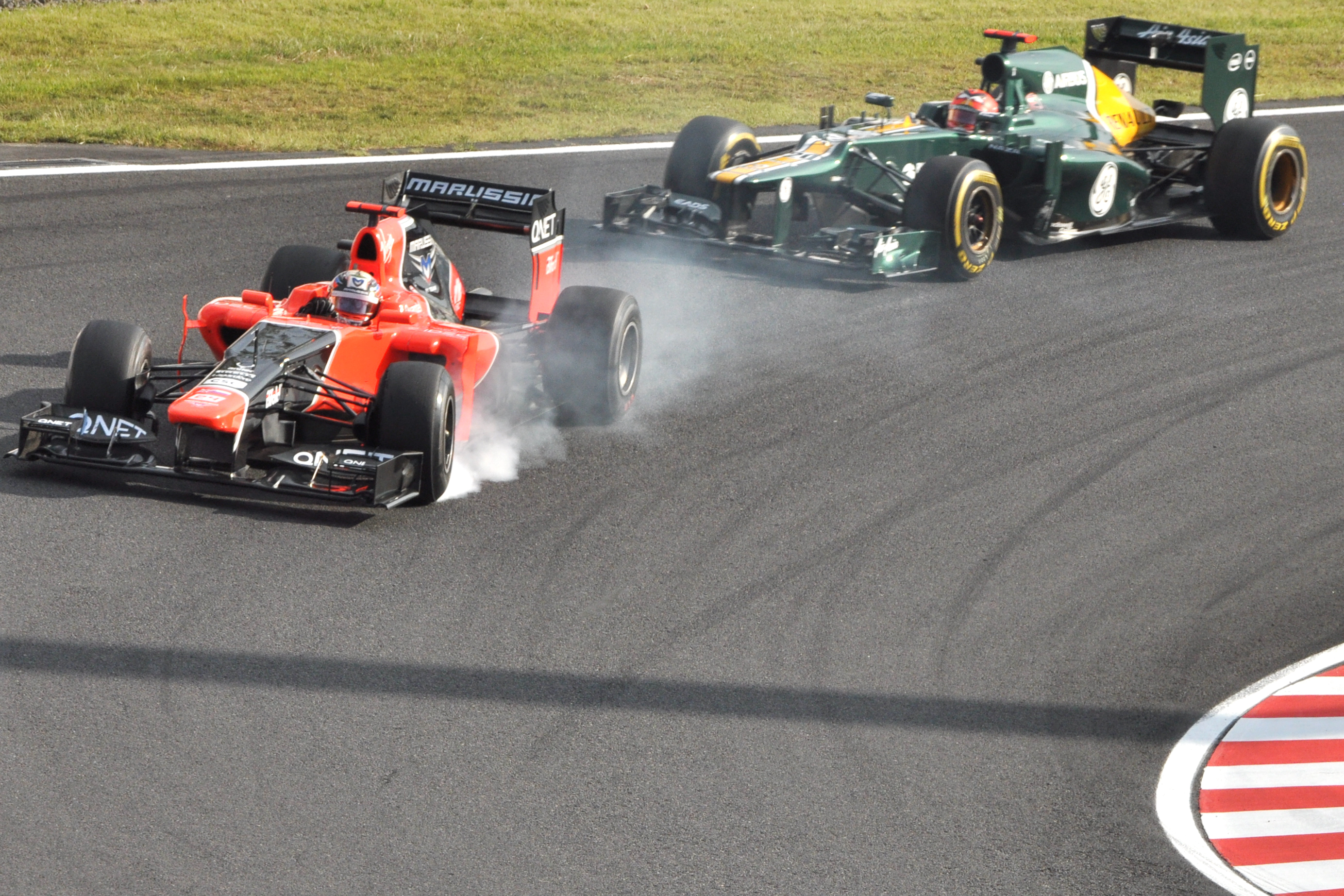
Timo Glock et Heikki Kovalainen lors de la deuxième séance d'essais libres.

La température ambiante est de 27 °C et la piste est à 39 °C au départ de la deuxième séance d'essais libres. Le problème rencontré par Nico Rosberg lors de la première séance d'essais a été détecté et l'Allemand doit poursuivre avec un nouveau bloc moteur à la suite d'un souci de pression d'huile sur le moteur initial. Les pilotes s'élancent en piste dès son ouverture et Romain Grosjean établit le temps de référence en 1 min 34 s 514 juste avant que Paul di Resta ne mette deux roues dans l'herbe et sorte de la piste dans le virage Spoon et ne plante sa monoplace dans le gravier, contre le mur de protection. La voiture est fortement endommagée à l'avant et la séance est interrompue sur drapeau rouge. Le pilote est emmené au centre médical du circuit pour plusieurs examens rapides avant de réapparaître dans son stand une dizaine de minutes plus tard, alors que la séance a déjà été relancée,,,. 
Fernando Alonso se porte en tête avec un tour bouclé en 1 min 34 s 287, Jenson Button améliore en 1 min 34 s 150 et Sebastian Vettel fait encore mieux, en deux temps : 1 min 34 s 080 puis 1 min 33 s 961. À la mi-séance, certains pilotes sortent leurs pneus tendres et, ainsi chaussé, Jenson Button se replace en tête du classement en 1 min 33 s 349,,,. 
Romain Grosjean reprend ensuite la tête en 1 min 33 s 107 alors que son coéquipier Kimi Räikkönen rencontre des ennuis avec son SREC, ce qui affecte le système de refroidissement de sa monoplace : le Finlandais passe la quasi-totalité de la session dans les stands. Le temps de Grosjean est ensuite battu par Vettel en 1 min 32 s 836, Lewis Hamilton (1 min 32 s 707) et Mark Webber (1 min 32 s 493) qui établit le meilleur temps de cette session. À dix minutes du drapeau à damier, Michael Schumacher commet la même erreur, au même endroit, que Paul di Resta en début de séance, et échoue à son tour contre le mur de pneus. Dans les derniers instants de la séance, Vitaly Petrov sort de la piste dans le premier virage après avoir perdu son aileron arrière dans la ligne droite,,,.

### Troisième séance, samedi de 11 h à 12 h
| Pos. | Pilote             | Voiture          | Chrono         | Écart     |
| ---- | ------------------ | ---------------- | -------------- | --------- |
| 1    | Sebastian Vettel   | Red Bull-Renault | 1 min 32 s 136 |           |
| 2    | Mark Webber        | Red Bull-Renault | 1 min 32 s 371 | + 0 s 235 |
| 3    | Felipe Massa       | Ferrari          | 1 min 32 s 824 | + 0 s 688 |
| 4    | Michael Schumacher | Mercedes         | 1 min 32 s 918 | + 0 s 782 |
| 5    | Sergio Pérez       | Sauber-Ferrari   | 1 min 32 s 920 | + 0 s 784 |
| 6    | Kamui Kobayashi    | Sauber-Ferrari   | 1 min 32 s 924 | + 0 s 788 |

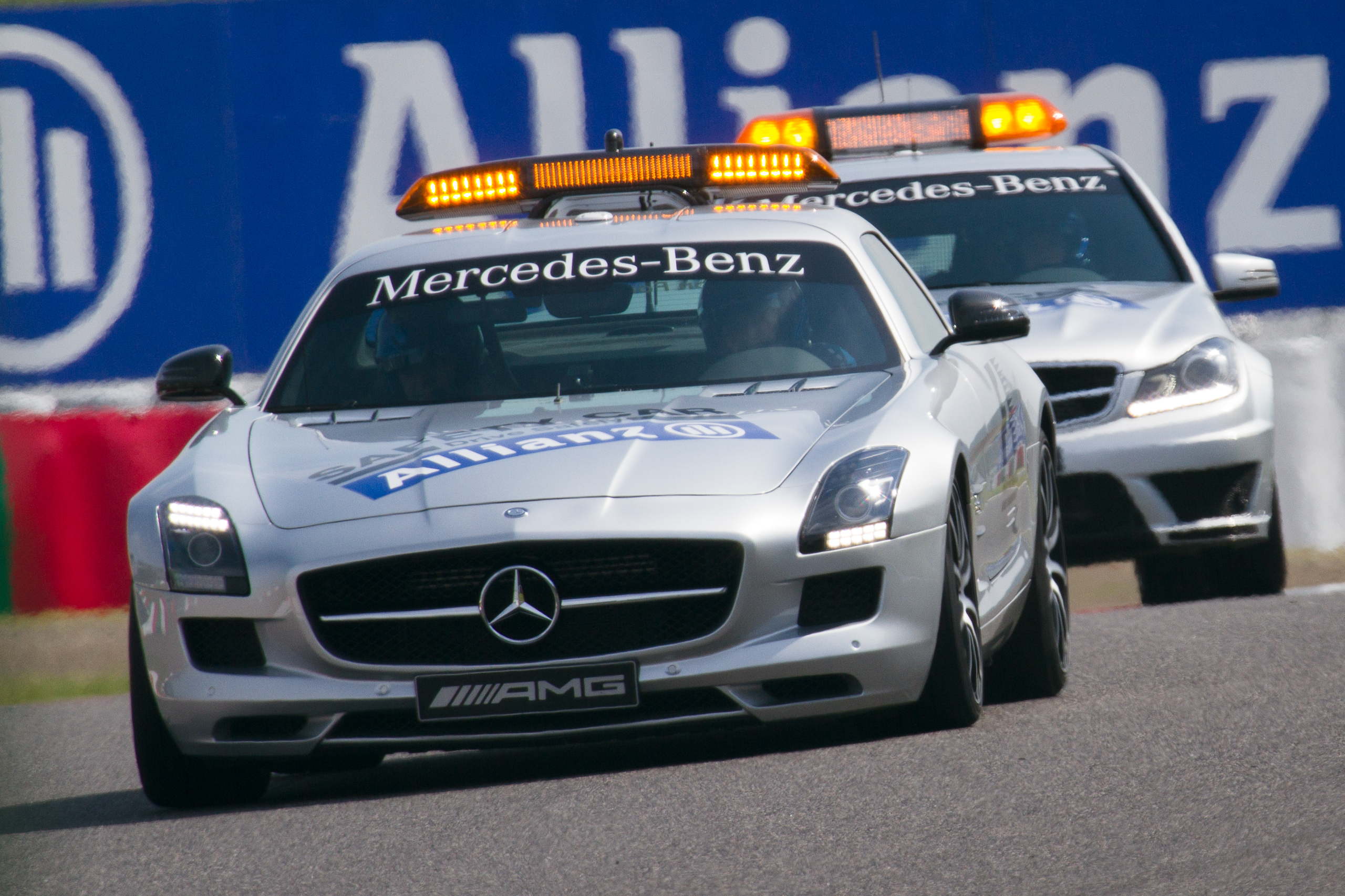
La voiture et sécurité et le véhicule médical sur le circuit de Suzuka.

La température ambiante est de 24 °C et la piste est à 36 °C au départ de la dernière séance d'essais libres du Grand Prix du Japon. Les pilotes s'élancent en piste dès son ouverture pour boucler un premier tour d'installation et Nico Rosberg fixe le temps de référence en 1 min 35 s 169. Son coéquipier Michael Schumacher améliore cette performance en deux temps (1 min 34 s 234 puis 1 min 34 s 008) mais Pastor Maldonado fait encore mieux en 1 min 33 s 999,,,. 
Les pilotes McLaren se portent alors en tête du classement, d'abord avec Jenson Button (1 min 33 s 621) puis avec Lewis Hamilton (1 min 33 s 569). À la mi-séance, Sebastian Vettel passe en tête avec un tour bouclé en 1 min 33 s 215. À vingt minutes du terme, Nico Hülkenberg part à la faute dans la deuxième partie de la courbe Degner et tape le mur de pneus : si la monoplace ne semble pas très endommagée, la séance est terminée pour le pilote allemand,,,.
La plupart des pilotes choisit de monter des pneus tendres pour préparer la qualification de l'après-midi et, ainsi chaussé, Michael Schumacher prend la tête du classement en 1 min 32 s 918. Mark Webber fait un peu mieux (1 min 32 s 371) avant que son coéquipier Vettel ne fixe le meilleur temps de la session en 1 min 32 s 136,,,.

## Séance de qualifications

### Résultats des qualifications

#### Session Q1

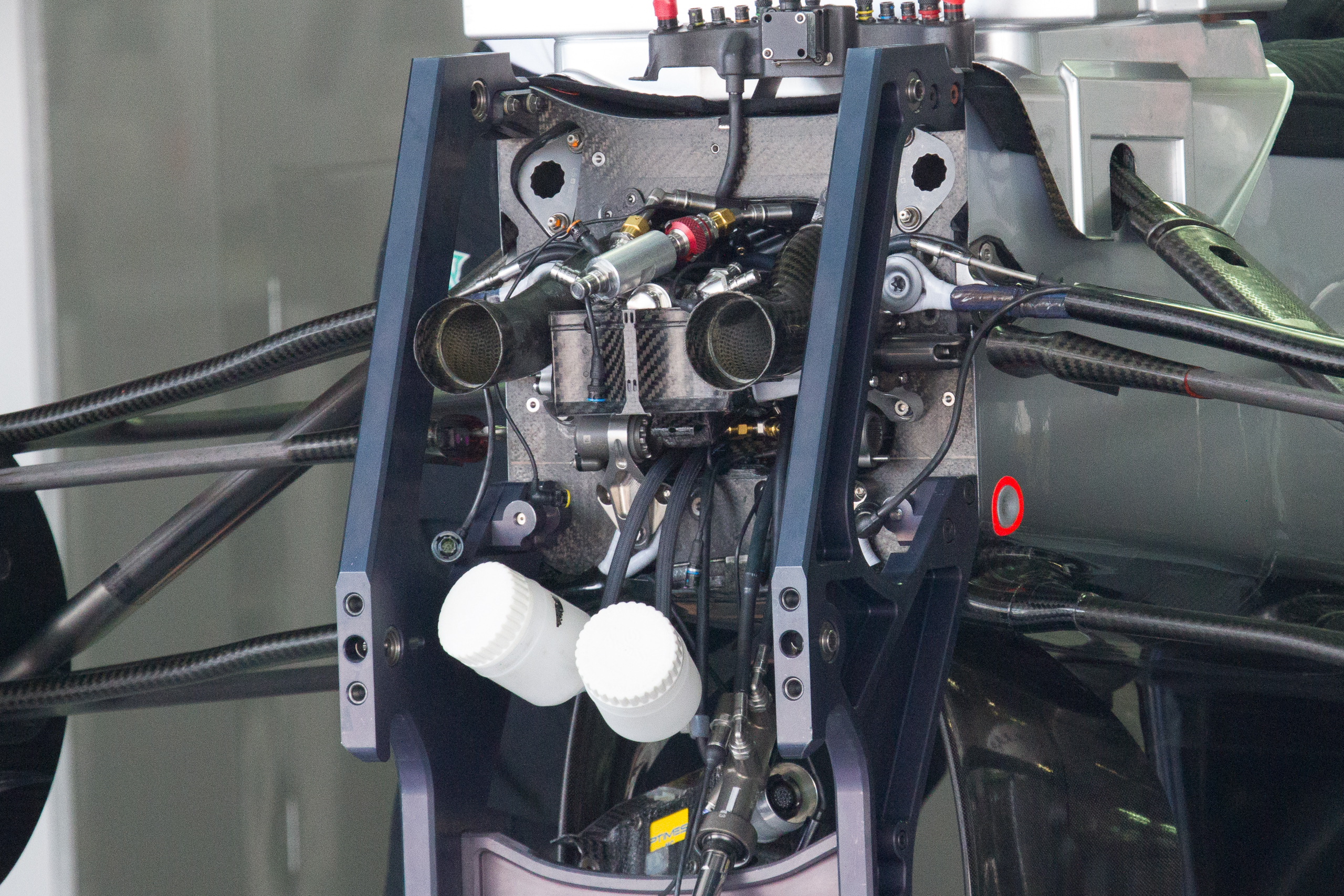
Vue des pipes d'admission du système de double DRS à l'avant de la Mercedes AMG F1 W03.

La température ambiante est de 26 °C et celle de la piste est à 36 °C au départ de la séance de qualification pour le Grand Prix du Japon. Les pilotes, tous chaussés en pneus tendres, prennent aussitôt la piste dès son ouverture et Paul di Resta établit le temps de référence en 1 min 33 s 661,,,. 
Kimi Räikkönen, qui tout comme son coéquipier a renoncé à utiliser le double DRS pourtant testé à plusieurs reprises, améliore en 1 min 33 s 507 mais est battu par Romain Grosjean qui tourne en 1 min 33 s 328. Felipe Massa réalise un tour en 1 min 32 s 946 mais doit s'effacer derrière Sebastian Vettel (1 min 32 s 608,,,.
Räikkönen repasse en tête à la faveur d'un tour bouclé en 1 min 32 s 221 quand les deux pilotes Sauber se hissent en haut du classement, d'abord par Sergio Pérez (1 min 32 s 147) puis par Kamui Kobayashi (1 min 32 s 042). Finalement, Romain Grosjean, en 1 min 32 s 029, réalise le meilleur temps de la séance alors que Michael Schumacher, toujours au-delà de la limite des 107 % qualificatifs dans les dernières minutes, réussit in extremis à passer en Q2 avec le seizième temps de la séance. Jean-Éric Vergne est pour sa part sanctionné de trois places de recul sur la grille de départ pour avoir gêné Bruno Senna dans son tour lancé,,,.
Les sept pilotes éliminés sont Narain Karthikeyan, Pedro de la Rosa, Charles Pic, Timo Glock, Vitaly Petrov, Heikki Kovalainen et Bruno Senna.

#### Session Q2

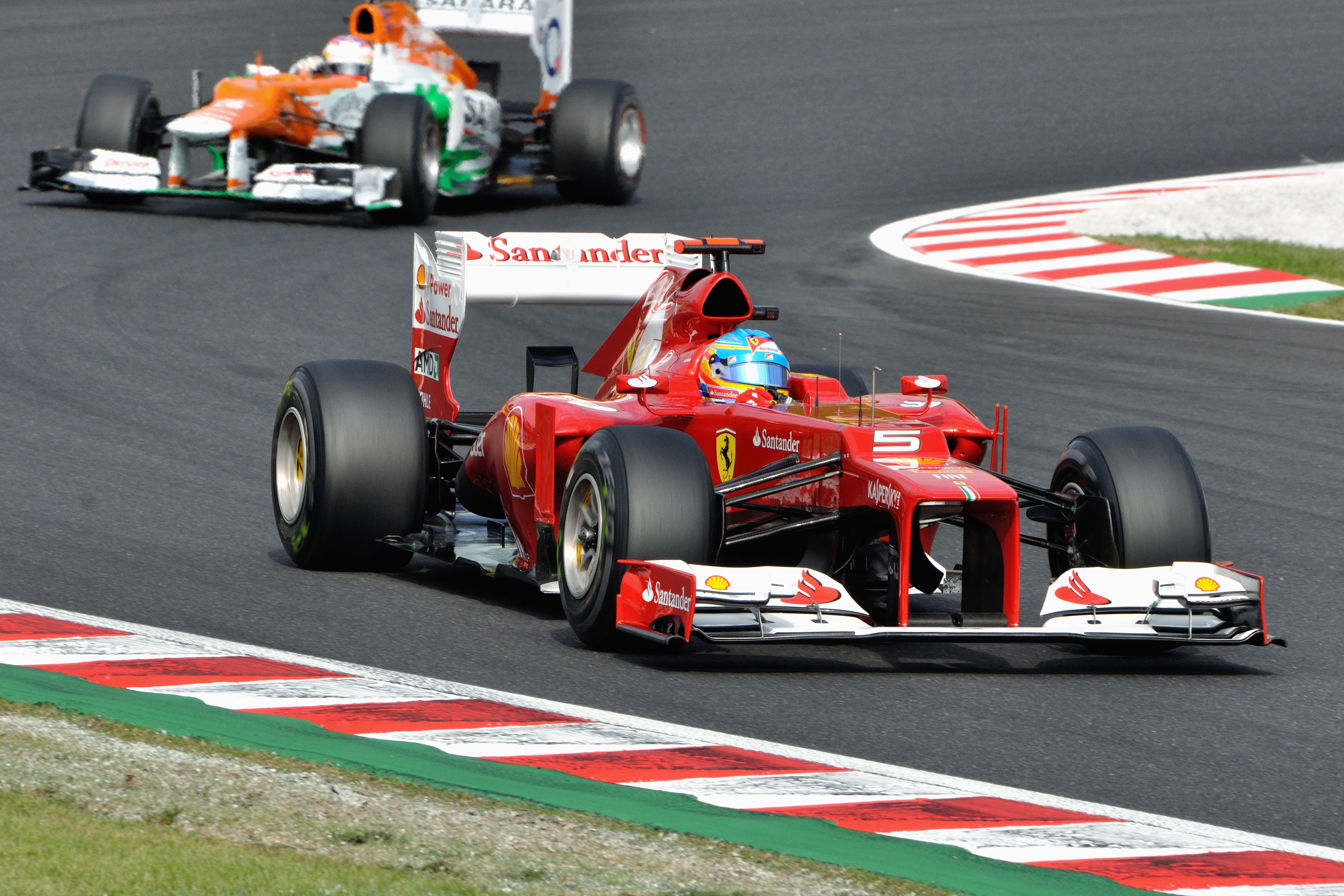
Fernando Alonso et Paul di Resta lors de la deuxième partie des qualifications.

La compétition est rude entre les dix-sept participants à la deuxième partie des qualifications. Tous les pilotes prennent la piste en pneus tendres pour accroître leur chances d'accéder à la troisième session de qualification. Kamui Kobayashi, le régional de l'étape, établit le premier tour chronométré en 1 min 32 s 368, temps immédiatement battu par Sebastian Vettel en 1 min 31 s 501. L'Allemand, qui n'a effectué que six tours depuis le début des qualifications, vient de réaliser le meilleur temps de cette session,,,. 
Michael Schumacher reste longtemps bloqué dans son stand et ne peut pas poursuivre la lutte pour accéder en Q3. Fernando Alonso, pourtant moins à l'aise en piste que son coéquipier Felipe Massa depuis le début du week-end, se hisse en haut du classement malgré plusieurs blocages de roue au freinage durant la séance. Massa peine à améliorer ses temps et rate d'un cheveu sa qualification,,,. 
Les sept pilotes éliminés sont donc Jean-Éric Vergne et son coéquipier Daniel Ricciardo, Nico Rosberg et son coéquipier Michael Schumacher, Pastor Maldonado, Paul di Resta et Felipe Massa.

#### Session Q3

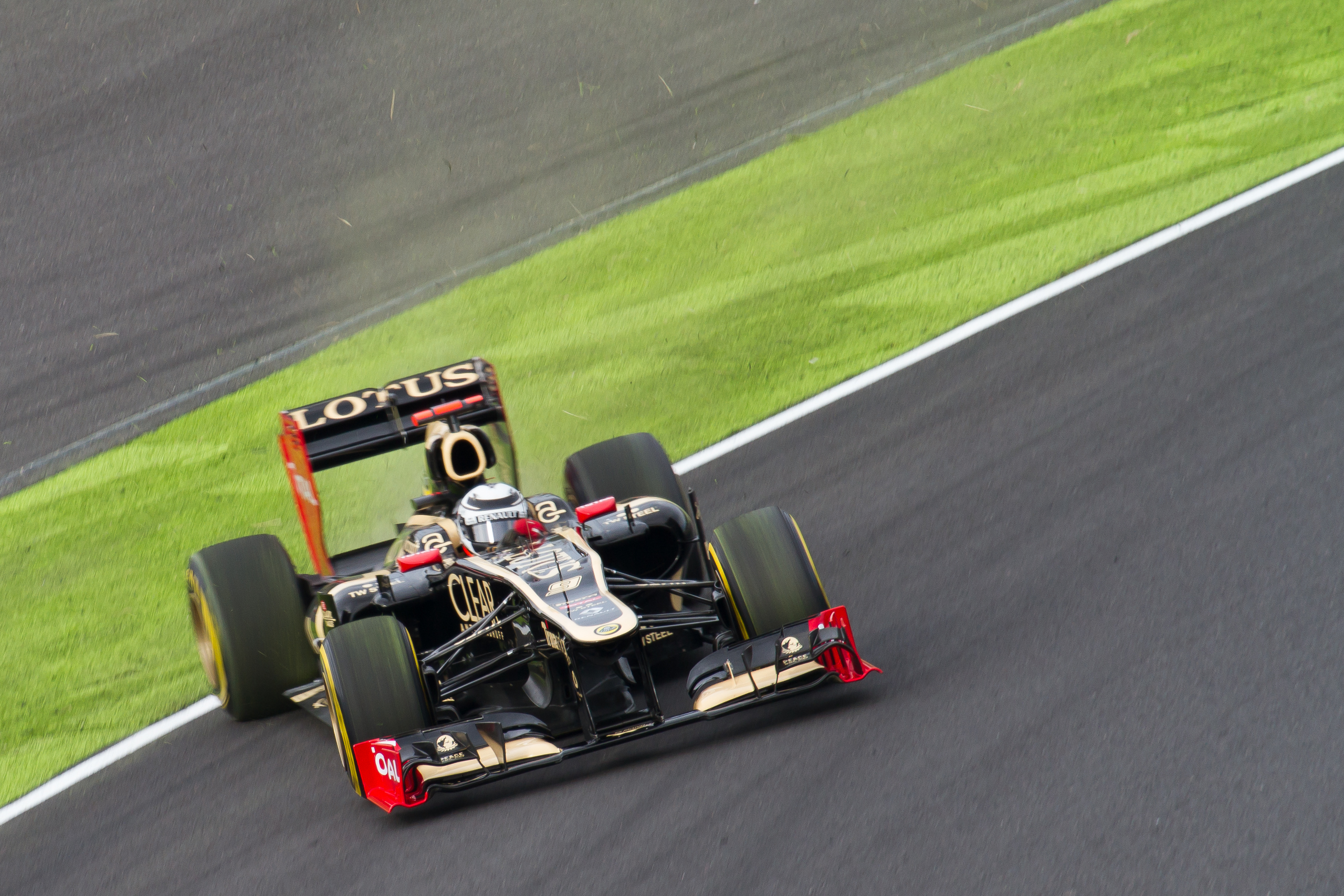
Kimi Räikkönen en difficulté dans les dernières minutes de la dernière session de qualification.

Sebastian Vettel et son coéquipier Mark Webber, Jenson Button et son coéquipier Lewis Hamilton, Kimi Räikkönen et son coéquipier Romain Grosjean s'élancent dès l'ouverture de la piste quand Fernando Alonso, Nico Hülkenberg et les deux pilotes Sauber Kamui Kobayashi et Sergio Pérez restent dans leur stand,,,.
Räikkönen réalise le premier tour lancé en 1 min 32 s 208 avant d'être battu par Button (1 min 31 s 294) et Vettel (1 min 30 s 839). Alonso, Hülkenberg, Kobayashi et Pérez s'élancent en piste pour un seul tour lancé alors qu'il ne reste que deux minutes avant le drapeau à damier. Kimi Räikkönen sort de la piste dans la courbe Spoon et les drapeaux jaunes sont sortis, ce qui limite les performances des concurrents en piste. Personne ne parvient à battre le temps de Vettel qui obtient la pole position. Son équipier Mark Webber prendra le départ à ses côtés en première ligne, Kamui Kobayashi et Romain Grosjean se partageant la deuxième ligne,,,.
À l'issue de la séance, les commissaires de course doivent statuer sur un litige entre Sebastian Vettel et Fernando Alonso lors de la Q3. Bien qu'il apparaisse que Vettel ait gêné Alonso lors de son tour rapide, il n'est pas sanctionné par une pénalité sur la grille de départ, comme Vergne peu avant, mais simplement réprimandé,,.

### Grille de départ
| Pos.                                                                                      | Pilote                  | Écurie               | Qualifications 1 | Qualifications 2 | Qualifications 3 |
| ----------------------------------------------------------------------------------------- | ----------------------- | -------------------- | ---------------- | ---------------- | ---------------- |
| 1                                                                                         | Sebastian Vettel SREC   | Red Bull-Renault     | 1 min 32 s 608   | 1 min 31 s 501   | 1 min 30 s 839   |
| 2                                                                                         | Mark Webber SREC        | Red Bull-Renault     | 1 min 32 s 951   | 1 min 31 s 950   | 1 min 31 s 090   |
| 3                                                                                         | Jenson Button SREC      | McLaren-Mercedes     | 1 min 33 s 077   | 1 min 31 s 772   | 1 min 31 s 290   |
| 4                                                                                         | Kamui Kobayashi SREC    | Sauber-Ferrari       | 1 min 32 s 042   | 1 min 31 s 886   | 1 min 31 s 700   |
| 5                                                                                         | Romain Grosjean SREC    | Lotus-Renault        | 1 min 32 s 029   | 1 min 31 s 968   | 1 min 31 s 898   |
| 6                                                                                         | Sergio Pérez SREC       | Sauber-Ferrari       | 1 min 32 s 147   | 1 min 32 s 169   | 1 min 32 s 022   |
| 7                                                                                         | Fernando Alonso SREC    | Ferrari              | 1 min 32 s 459   | 1 min 31 s 833   | 1 min 32 s 114   |
| 8                                                                                         | Kimi Räikkönen SREC     | Lotus-Renault        | 1 min 32 s 221   | 1 min 31 s 826   | 1 min 32 s 208   |
| 9                                                                                         | Lewis Hamilton SREC     | McLaren-Mercedes     | 1 min 33 s 061   | 1 min 32 s 121   | 1 min 32 s 327   |
| 10                                                                                        | Nico Hülkenberg SREC    | Force India-Mercedes | 1 min 32 s 828   | 1 min 32 s 272   | Pas de temps     |
| 11                                                                                        | Felipe Massa SREC       | Ferrari              | 1 min 32 s 946   | 1 min 32 s 293   |                  |
| 12                                                                                        | Paul di Resta SREC      | Force India-Mercedes | 1 min 32 s 898   | 1 min 32 s 327   |                  |
| 13                                                                                        | Michael Schumacher SREC | Mercedes             | 1 min 33 s 349   | 1 min 32 s 469   |                  |
| 14                                                                                        | Pastor Maldonado SREC   | Williams-Renault     | 1 min 32 s 834   | 1 min 32 s 512   |                  |
| 15                                                                                        | Nico Rosberg SREC       | Mercedes             | 1 min 33 s 015   | 1 min 32 s 625   |                  |
| 16                                                                                        | Daniel Ricciardo SREC   | Toro Rosso-Ferrari   | 1 min 33 s 059   | 1 min 32 s 954   |                  |
| 17                                                                                        | Jean-Éric Vergne SREC   | Toro Rosso-Ferrari   | 1 min 33 s 370   | 1 min 33 s 368   |                  |
| 18                                                                                        | Bruno Senna SREC        | Williams-Renault     | 1 min 33 s 405   |                  |                  |
| 19                                                                                        | Heikki Kovalainen SREC  | Caterham-Renault     | 1 min 34 s 657   |                  |                  |
| 20                                                                                        | Timo Glock              | Marussia-Cosworth    | 1 min 35 s 213   |                  |                  |
| 21                                                                                        | Pedro de la Rosa        | HRT-Cosworth         | 1 min 35 s 385   |                  |                  |
| 22                                                                                        | Charles Pic             | Marussia-Cosworth    | 1 min 35 s 429   |                  |                  |
| 23                                                                                        | Vitaly Petrov SREC      | Caterham-Renault     | 1 min 35 s 432   |                  |                  |
| 24                                                                                        | Narain Karthikeyan      | HRT-Cosworth         | 1 min 36 s 734   |                  |                  |
| Temps minimal à réaliser pour la qualification : 1 min 38 s 471 (107 % de 1 min 32 s 029) |                         |                      |                  |                  |                  |

- Michael Schumacher, auteur du treizième temps des qualifications, reçoit une pénalité de dix places pour avoir causé un accident lors du Grand Prix précédent à Singapour. Il s'élance donc de la vingt-troisième place sur la grille de départ[28],[29].
- Jenson Button, auteur du troisième temps des qualifications, reçoit une pénalité de cinq places pour avoir changé de boîte de vitesses. Il s'élance de la huitième place sur la grille de départ[29],[30].
- Nico Hülkenberg, auteur du dixième temps des qualifications, reçoit une pénalité de cinq places pour avoir changé de boîte de vitesses. Il s'élance de la quinzième place sur la grille de départ[29],[31].
- Jean-Éric Vergne, auteur du dix-septième temps des qualifications, reçoit une pénalité de trois places pour avoir gêné Bruno Senna lors de la première phase des qualifications. Il s'élance de la dix-neuvième place sur la grille de départ[29],[32].

## Course

### Déroulement de l'épreuve

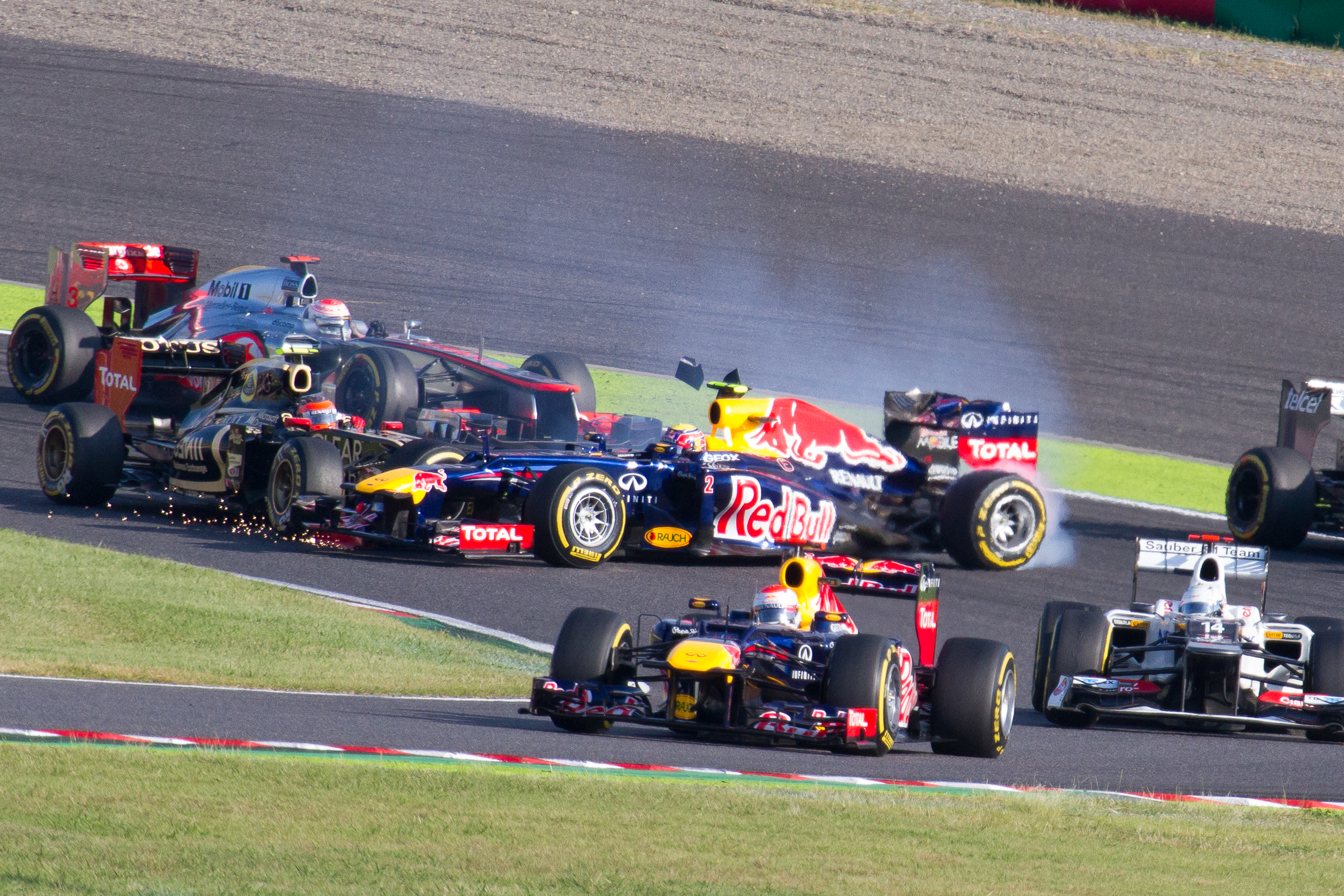
Romain Grosjean percute Mark Webber au départ de la course.

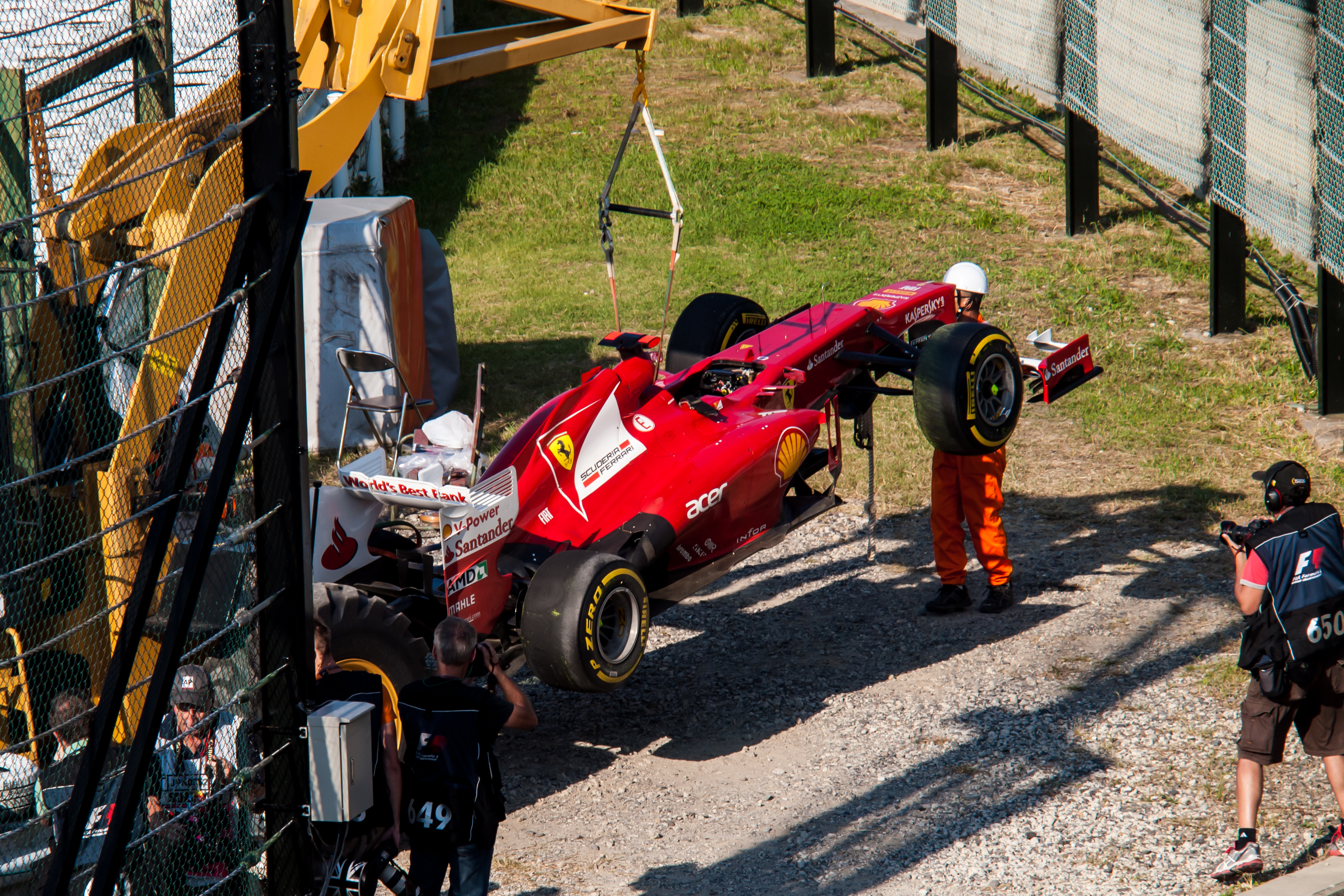
Évacuation de la monoplace d'Alonso après l'accident du départ.

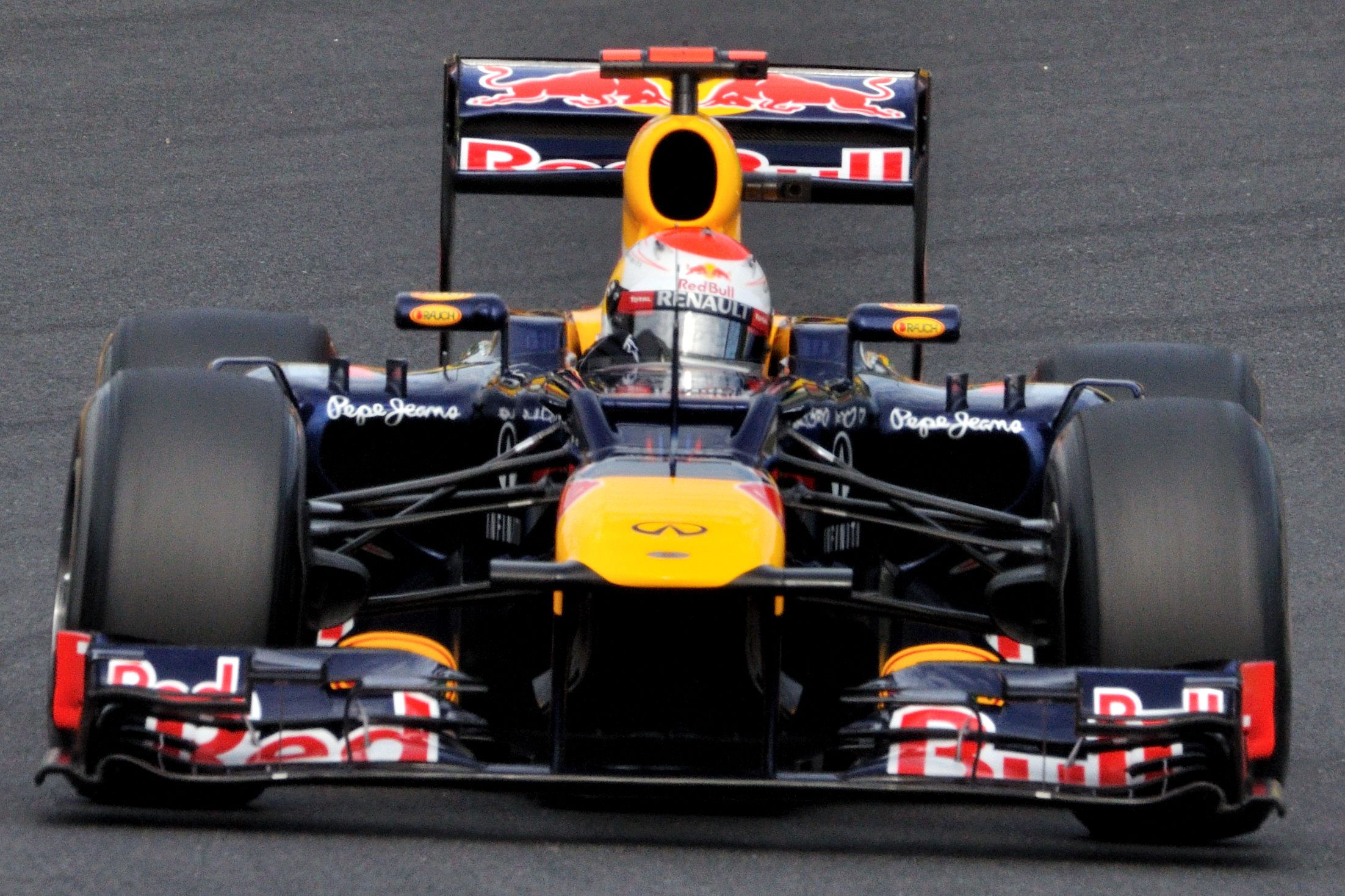
Sebastian Vettel remporte le GP du Japon 2012.

Il fait très beau et chaud sur Suzuka au départ du Grand Prix du Japon où les Red Bull sont en première ligne. À l'extinction des feux, Sebastian Vettel, en pole position, s'engouffre en tête dans le premier virage, devant Kamui Kobayashi et Jenson Button, issus de la deuxième ligne. Juste derrière ces pilotes, Fernando Alonso se trouve enfermé à l'extérieur à l'abord du premier virage et doit virer large. Mettant ses roues dans l'herbe, sa monoplace fait une embardée, revient en travers sur la piste et touche légèrement Kimi Räikkönen, ce qui l'envoie en tête-à-queue sur la piste, au milieu de la meute. Le pilote espagnol abandonne quand Räikkönen peut poursuivre sans dommage,,,. 
Dans le même temps, Romain Grosjean, occupé à contenir Sergio Pérez qui l'attaque sur sa gauche, n'anticipe pas le ralentissement devant lui lié aux frictions du départ et harponne lourdement Mark Webber à la dérive au milieu de la piste. Le Français est sanctionné par un stop-and-go de dix secondes par les commissaires de course quelques minutes plus tard. Bruno Senna pour sa part percute l'arrière de la monoplace de Nico Rosberg, qui doit à son tour abandonner. Le Brésilien est quant à lui puni d'un drive-through par les commissaires de course,,,.
Derrière la voiture de sécurité qui est immédiatement entrée en piste, Webber, Grosjean et Senna passent par leur stand pour faire réparer leurs monoplaces tandis que Vettel devance Kobayashi, Button, Felipe Massa, Räikkönen, Sergio Pérez, Lewis Hamilton, Nico Hülkenberg, Pastor Maldonado et Daniel Ricciardo. La course est relancée dès le deuxième passage sur la ligne. Sebastian Vettel contient parfaitement Kobayashi et tous les pilotes parviennent à maintenir leur position face à leurs rivaux. Vettel creuse peu à peu un écart important : au dixième passage, il a un avantage de 6 secondes sur Kobayashi, 8 s sur Button, 9 s sur Massa et 13 s sur Räikkönen,,,.
Button, Räikkönen, Hülkenberg et Paul di Resta rentrent changer de pneus dès le treizième tour, Kobayashi et Charles Pic les imitent au tour suivant, Pérez s'arrête au quinzième, Hamilton, Maldonado et Senna au suivant, Vettel, Massa, Ricciardo, Michael Schumacher, Pedro de la Rosa au dix-septième. Quelques instants plus tard, profitant de ses pneus frais, Sergio Pérez tente une attaque sur Button à l'extérieur de l'épingle : il roule sur la partie sale de la piste et abandonne dans le bac à graviers. Au vingtième passage, Vettel possède 10 secondes d'avance sur Massa, 12 s sur Kobayashi, 15 s sur Button ; suivent Räikkönen, Hamilton, Hülkenberg, Maldonado, Webber et Ricciardo. Mark Webber change ses pneus au vingt-sixième tour alors qu'en tête, l'écart entre Vettel et son plus proche poursuivant passe à 13 secondes au vingt-neuvième passage,,,.
Räikkönen change ses pneus au trentième tour, Kobayashi, Hamilton, Hülkenberg au suivant, di Resta au trente-deuxième, Maldonado au suivant, Ricciardo et Senna au trente-quatrième, Button au suivant, Massa et Schumacher au trente-sixième et Vettel au suivant,,,. 
L'Allemand n'a plus qu'à gérer sa course en tête jusqu'au drapeau à damier pour remporter sa troisième victoire de la saison, la deuxième consécutive après la course de Singapour. Derrière lui et Massa, la lutte pour la troisième place s'intensifie à coup de dixièmes de seconde entre Kobayashi et Button qui souhaitent tous deux se mettre en valeur : Kobayashi court devant un public tout acquis à sa cause depuis le début du week-end quand Button, vainqueur l'année précédente, est en couple avec une des icônes locales, Jessica Michibata. Finalement, Felipe Massa et Kamui Kobayashi complètent un podium inhabituel : le Brésilien n'était plus monté sur un podium depuis le Grand Prix de Corée 2010 tandis que le Japonais y monte pour la première fois de sa carrière, qui plus est devant son public. Suivent pour les points Jenson Button, Lewis Hamilton, Kimi Räikkönen, Nico Hülkenberg, Pastor Maldonado, Mark Webber et Daniel Ricciardo,,,.

### Classement de la course
| Pos. | no | Pilote                  | Écurie               | Tours | Temps/Abandon                      | Grille | Points |
| ---- | -- | ----------------------- | -------------------- | ----- | ---------------------------------- | ------ | ------ |
| 1    | 1  | Sebastian Vettel SREC   | Red Bull-Renault     | 53    | 1 h 28 min 56 s 242 (207,430 km/h) | 1      | 25     |
| 2    | 6  | Felipe Massa SREC       | Ferrari              | 53    | + 20 s 639                         | 10     | 18     |
| 3    | 14 | Kamui Kobayashi SREC    | Sauber-Ferrari       | 53    | + 24 s 538                         | 3      | 15     |
| 4    | 3  | Jenson Button SREC      | McLaren-Mercedes     | 53    | + 25 s 098                         | 8      | 12     |
| 5    | 4  | Lewis Hamilton SREC     | McLaren-Mercedes     | 53    | + 46 s 490                         | 9      | 10     |
| 6    | 9  | Kimi Räikkönen SREC     | Lotus-Renault        | 53    | + 50 s 424                         | 7      | 8      |
| 7    | 12 | Nico Hülkenberg SREC    | Force India-Mercedes | 53    | + 51 s 159                         | 15     | 6      |
| 8    | 18 | Pastor Maldonado SREC   | Williams-Renault     | 53    | + 52 s 364                         | 12     | 4      |
| 9    | 2  | Mark Webber SREC        | Red Bull-Renault     | 53    | + 54 s 675                         | 2      | 2      |
| 10   | 16 | Daniel Ricciardo SREC   | Toro Rosso-Ferrari   | 53    | + 1 min 06 s 919                   | 14     | 1      |
| 11   | 7  | Michael Schumacher SREC | Mercedes             | 53    | + 1 min 07 s 769                   | 23     |        |
| 12   | 11 | Paul di Resta SREC      | Force India-Mercedes | 53    | + 1 min 23 s 460                   | 11     |        |
| 13   | 17 | Jean-Éric Vergne SREC   | Toro Rosso-Ferrari   | 53    | + 1 min 28 s 645                   | 19     |        |
| 14   | 19 | Bruno Senna SREC        | Williams-Renault     | 53    | + 1 min 28 s 709                   | 16     |        |
| 15   | 20 | Heikki Kovalainen SREC  | Caterham-Renault     | 52    | + 1 tour                           | 17     |        |
| 16   | 24 | Timo Glock              | Marussia-Cosworth    | 52    | + 1 tour                           | 18     |        |
| 17   | 21 | Vitaly Petrov SREC      | Caterham-Renault     | 52    | + 1 tour                           | 22     |        |
| 18   | 22 | Pedro de la Rosa        | HRT-Cosworth         | 52    | + 1 tour                           | 20     |        |
| 19   | 10 | Romain Grosjean SREC    | Lotus-Renault        | 51    | + 2 tours                          | 4      |        |
| Abd. | 25 | Charles Pic             | Marussia-Cosworth    | 36    | Moteur                             | 21     |        |
| Abd. | 23 | Narain Karthikeyan      | HRT-Cosworth         | 32    | Fond plat                          | 24     |        |
| Abd. | 15 | Sergio Pérez SREC       | Sauber-Ferrari       | 19    | Sortie de piste                    | 5      |        |
| Abd. | 5  | Fernando Alonso SREC    | Ferrari              | 0     | Accrochage                         | 6      |        |
| Abd. | 8  | Nico Rosberg SREC       | Mercedes             | 0     | Accrochage                         | 13     |        |

### Pole position et record du tour
Sebastian Vettel décroche la trente-quatrième pole position de sa carrière, sa quatrième consécutive sur le circuit de Suzuka et sa quatrième de la saison. Il réalise également le treizième meilleur tour en course de sa carrière, son quatrième de la saison et son premier sur le circuit de Suzuka.
- Pole position :  Sebastian Vettel (Red Bull-Renault) en 1 min 30 s 839 (230,135 km/h)[38].
- Meilleur tour en course :  Sebastian Vettel (Red Bull-Renault) en 1 min 35 s 774 (218,276 km/h) au cinquante-deuxième tour[39].

### Tours en tête
Sebastian Vettel profite pleinement de sa pole position pour éviter les accrochages de début de course et se porter en tête dans le premier virage. Il s'échappe rapidement devant la meute et prend une confortable avance au fil de la course. En retardant ses arrêts au stand, son équipe lui permet en outre de ne jamais céder sa première place.
- Sebastian Vettel : 53 tours (1-53).

## Classements généraux à l'issue de la course
| Pos. | Pilote             | Écurie               | Points |
| ---- | ------------------ | -------------------- | ------ |
| 1    | Fernando Alonso    | Ferrari              | 194    |
| 2    | Sebastian Vettel   | Red Bull-Renault     | 190    |
| 3    | Kimi Räikkönen     | Lotus-Renault        | 157    |
| 4    | Lewis Hamilton     | McLaren-Mercedes     | 152    |
| 5    | Mark Webber        | Red Bull-Renault     | 134    |
| 6    | Jenson Button      | McLaren-Mercedes     | 131    |
| 7    | Nico Rosberg       | Mercedes             | 93     |
| 8    | Romain Grosjean    | Lotus-Renault        | 82     |
| 9    | Felipe Massa       | Ferrari              | 69     |
| 10   | Sergio Pérez       | Sauber-Ferrari       | 66     |
| 11   | Kamui Kobayashi    | Sauber-Ferrari       | 50     |
| 12   | Paul di Resta      | Force India-Mercedes | 44     |
| 13   | Michael Schumacher | Mercedes             | 43     |
| 14   | Nico Hülkenberg    | Force India-Mercedes | 37     |
| 15   | Pastor Maldonado   | Williams-Renault     | 33     |
| 16   | Bruno Senna        | Williams-Renault     | 25     |
| 17   | Jean-Éric Vergne   | Toro Rosso-Ferrari   | 8      |
| 18   | Daniel Ricciardo   | Toro Rosso-Ferrari   | 7      |

| Pos. | Écurie               | Points |
| ---- | -------------------- | ------ |
| 1    | Red Bull-Renault     | 324    |
| 2    | McLaren-Mercedes     | 283    |
| 3    | Ferrari              | 263    |
| 4    | Lotus-Renault        | 239    |
| 5    | Mercedes             | 136    |
| 6    | Sauber-Ferrari       | 116    |
| 7    | Force India-Mercedes | 81     |
| 8    | Williams-Renault     | 58     |
| 9    | Toro Rosso-Ferrari   | 15     |

## Statistiques

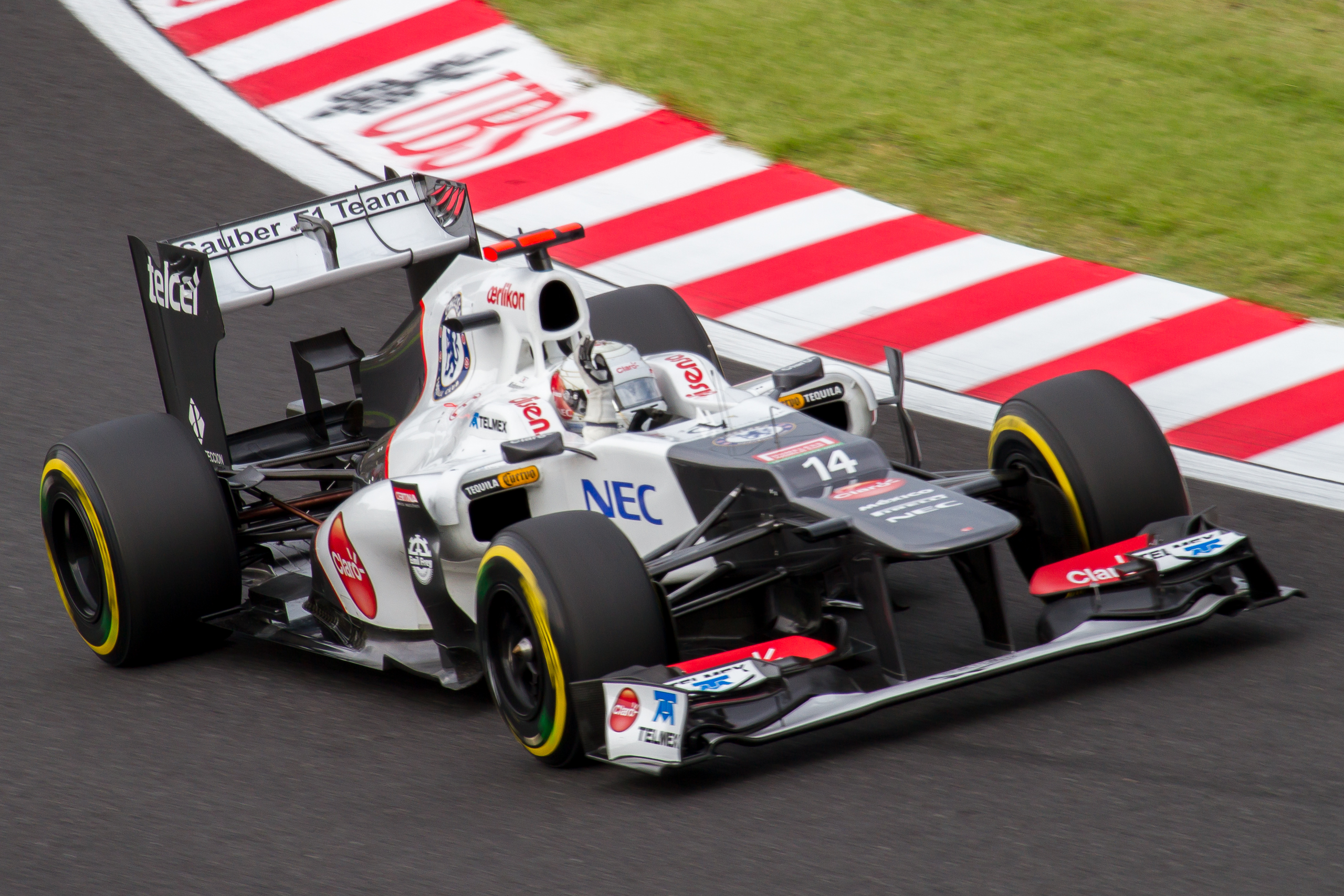
Kamui Kobayashi fête son premier podium en Formule 1 devant son public.

Le Grand Prix du Japon 2012 représente :
- la 34e pole position de sa carrière pour Sebastian Vettel[43] ;
- la 24e victoire de sa carrière pour Sebastian Vettel[44] ;
- le 5e hat-trick de sa carrière pour Sebastian Vettel[45] ;
- le 2e Grand Chelem de sa carrière pour Sebastian Vettel (pole position, victoire, meilleur tour en course, tous les tours en tête)[46] ;
- la 32e victoire pour Red Bull Racing en tant que constructeur[47] ;
- la 148e victoire pour Renault en tant que motoriste[48] ;
- le 1eret unique podium de sa carrière pour Kamui Kobayashi[49] ;
- le 10e podium pour Sauber en tant que constructeur.
- le 100e départ en Grand Prix pour Pedro de la Rosa[50].

Au cours de ce Grand Prix :
- Derek Warwick (146 Grands Prix entre 1981 et 1993, 4 podiums, 2 meilleurs tours et 76 points ; champion du monde d'endurance et vainqueur des 24 Heures du Mans 1992) est nommé assistant des commissaires de course.
- Kamui Kobayashi devient le troisième pilote japonais à monter sur un podium en Formule 1 après Aguri Suzuki en 1990 et Takuma Satō en 2004 aux États-Unis.